# Telma Madeira
Telma Filipa Ramos Madeira (sinh ngày 27 tháng 12 năm 1999) là một người mẫu, nữ diễn viên và hoa hậu người Bồ Đào Nha. Cô đã đăng quang cuộc thi Hoa hậu Hoàn vũ Bồ Đào Nha 2022. Cô sẽ đại diện cho Bồ Đào Nha tại cuộc thi Hoa hậu Hoàn vũ 2022.
Madeira trước đó đã đăng quang Hoa hậu Trái Đất Bồ Đào Nha 2018 và đại diện cho Bồ Đào Nha tại cuộc thi Hoa hậu Trái Đất 2018, nơi cô đứng trong Top 8.

## Sự nghiệp
Madeira sinh ra và lớn lên ở Póvoa de Varzim và ở quận Porto. Cô ấy là một sinh viên đến từ Porto và làm việc như một người mẫu. Năm 2017, cô đăng quang Miss Póvoa de Varzim 2017 tại Hotel Axis Vermar. Năm 2018, cô được bầu là Hoa hậu Địa Trung Hải 2018 cuộc thi quốc tế được tổ chức tại Cộng hòa Síp, nơi cô đã giành chiến thắng trong cuộc thi. Năm 2019, cô tham gia Hoa hậu Toàn cầu Thành Phố 2019 tại Trung Quốc, với ngôi vị Á hậu 3.

## Các cuộc thi sắc đẹp

### Hoa hậu Nữ hoàng Bồ Đào Nha 2017
Vào ngày 23 tháng 9 năm 2017, Madeira tham gia cuộc thi Hoa hậu Nữ hoàng Bồ Đào Nha 2017 được tổ chức tại Casino Estoril ở Cascais, nơi cô đăng quang Hoa hậu Trái đất Bồ Đào Nha 2018 nhờ thành công xuất sắc Glória Silva.

### Hoa hậu Trái Đất 2018
Vào ngày 3 tháng 11 năm 2022, Madeira đại diện cho Bồ Đào Nha tại Hoa hậu Trái Đất 2018. Cô đã giành được các giải thưởng sau:
- Cuộc thi trang phục dân tộc
- Thi áo tắm
- Nữ thần của Albay
- Tốt nhất ở Terno

Kết quả hạng mục:
- Vòng sơ loại Vẻ đẹp của khuôn mặt và sự đĩnh đạc (Top 10)
- Vẻ đẹp của Hình thể và Hình thức Vòng sơ khảo (Top 10)
- Vòng sơ loại Trí tuệ (Top 10)

Kết thúc cuộc thi, cô về đích với vị trí Top 8 chung cuộc.

### Hoa hậu Hoàn vũ Bồ Đào Nha 2022
Madeira được bổ nhiệm làm Hoa hậu Hoàn vũ Bồ Đào Nha 2022 vào ngày 6 tháng 7 cùng năm. Vào cuối sự kiện, cô đã thành công trước Oricia Domínguez.

### Hoa hậu Hoàn vũ 2022
Là đại diện chính thức của quốc gia cô ấy trong phiên bản thứ 71 của cuộc thi Hoa hậu Hoàn vũ.